# Buckquoy

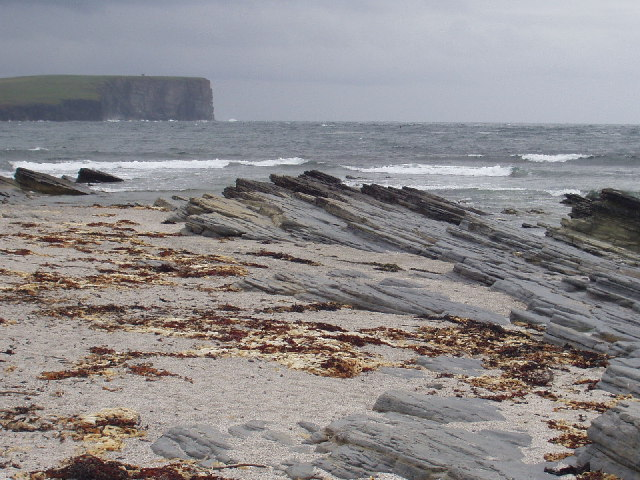
Point of Buckquoy

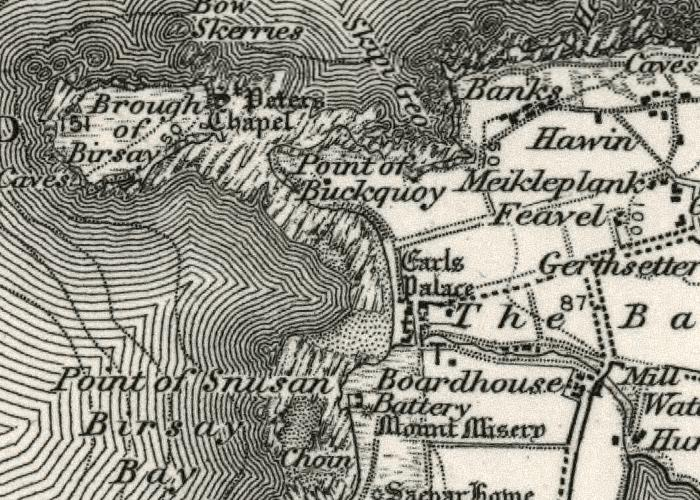
Karte vom Point of Buckquoy

Die Ausgrabungen von Anna Ritchie 1970–71 in Buckquoy, gegenüber dem Brough of Birsay auf Mainland Orkney in Schottland zeigten, dass der lange flache Hügel mit Überresten aus dem 7. bis 10. Jahrhundert bedeckt ist. Das Enddatum beruht auf einem Wikingerskelett aus dem 10. Jahrhundert, das in dem Hügel mit den zerstörten Gebäuden gefunden wurde. Einer der bedeutenden Funde ist der Buckquoy-Spinnwirtel, der eine Ogham-Inschrift aufweist.
Die Anlage ist als Scheduled Monument denkmalgeschützt.

## Beschreibung
Das männliche Begräbnis enthielt einen Schleifstein, eine bronzene Ringfibel, die Hälfte eines silbernen Pfennigs von Edmund I. König von 939 bis 946, ein Messer und eine Speerspitze aus Eisen. Die Bestattung lag vor den Überresten von drei aufeinander folgenden, unvollständig erhaltenen langen Häusern, von denen jedes Teil eines Gebäudekomplexes war. Das jüngste war ein Haus mit leicht nach außen gebauchten Wänden, von durchschnittlich 5,0 m Innenbreite und der Restlänge von etwa 3,6 m. Das anschließend als Midden verwendete älteste Langhaus, war ein Gebäude mit Stall an einem Ende, das 4,0 m breit und auf einer Länge von fast 8,0 m erhalten war. Damit verbunden waren die Funde kleiner Knochenstifte, Knochenkämme, flacher Spinnwirtel, eiserner Messerklingen und eines Spielsteines. Die Häuser lagen oberhalb der Struktur Funde gemacht wurden.
Die früheste Phase auf dem Gelände wird durch den fragmentarischen Überrest eines einräumigen Gebäudes vertreten. Ein Grab mit einem männlichen Skelett war undatierbar. Die jüngsten der frühen Strukturen waren Gebäude, die aufgegeben worden waren, bevor das erste Langhaus gebaut wurde. Es war eine annähernd quadratische Halle von 4,8 × 4,5 m mit einer langen zentralen Feuerstelle. Ein runder Raum von 3,35 m Innendurchmesser lag an einem Ende der Halle und am anderen Ende ein Raum von 3,35 × 2,1 m mit einem Vorraum von 1,7 × 1,2 m zwischen der Haupthalle und dem rechteckigen Raum. Teilweise überlagerte dieses Gebäude ein früheres Haus mit mindestens drei Phasen, gekennzeichnet durch annähernd rechteckige Feuerstellen und die Verwendung von Platten, sowohl als Wandbeschichtung als auch als interne Unterteilungen, wie sie in Brochs gefunden wurden. Kleinfunde aus dieser Phase sind ein Knochenlöffel, ein doppelseitiger Knochenkamm, Knochensplitter, Spinnwirtel und schlichte grobe Keramik. Ritchie dachte, dass sie in Buckquoy das erste nordische Haus gefunden hatte, und nahm mit Interesse zur Kenntnis, dass es voll von piktischen Artefakten war. Sie hatte für diesen Sachverhalt nur eine Erklärung. Die Verwendung der nativen Artefakte „impliziert eine enge Beziehung mit den Ureinwohnern“. 1983 bekundete Ritchie noch einmal, dass die einheimischen Artefakte in dem nordischen Haus bewiesen, dass die einheimischen Pikten in irgendeiner Form an einem aktiven sozialen Austausch mit den Nordmännern beteiligt waren.

## Kritik an Ritchie
Iain Crawford wies darauf hin, dass es auch andere Gründe für die Situation gab, die Ritchie vorgefunden hatte. Zum Beispiel Störungen des Fundplatzes oder Beutegut der nordischen Ankömmlinge. Laut Crawford belegt das Überleben piktischer Artefakte nicht eine friedliche Koexistenz. So gibt es in Pool auf Sanday nichts, das auf Beziehungen zwischen den alten und den neuen Einwohnern deutet, abgesehen von gefundenen einheimischen Töpfen. In ihrem Buch „Vikings in Schottland“ haben James Graham-Campbell und Colleen Batey angedeutet, dass Ritchies Haus voller piktischer Artefakte kein Wikingerhaus sein kann.